# Восточный Импхал
Восточный Импхал (англ. Imphal East) — округ в индийском штате Манипур. Образован 18 июня 1997 года. Административный центр — город Поромпат. Площадь округа — 709 км². По данным всеиндийской переписи 2001 года население округа составляло 394 876 человек. Уровень грамотности взрослого населения составлял 75,45 %, что значительно выше среднеиндийского уровня (59,5 %).